# Comuna Alexandru cel Bun, Neamț
Alexandru cel Bun (în trecut, Viișoara) este o comună în județul Neamț, Moldova, România, formată din satele Agârcia, Bisericani, Bistrița, Scăricica, Vaduri, Vădurele și Viișoara (reședința).

## Așezare
Comuna Alexandru cel Bun se află în partea central-vestică a județului, pe cursul mijlociu al râului Bistrița, la vest și în amonte de municipiul Piatra Neamț. Este străbătută de șoseaua națională DN15, care leagă Piatra-Neamț de Târgu Mureș.

## Demografie
Componența etnică a comunei Alexandru cel Bun
     Români (85,51%)
     Alte etnii (0,41%)
     Necunoscută (14,08%)
Componența confesională a comunei Alexandru cel Bun
     Ortodocși (82,59%)
     Romano-catolici (1,13%)
     Alte religii (1,31%)
     Necunoscută (14,97%)
Conform recensământului efectuat în 2021, populația comunei Alexandru cel Bun se ridică la 5.570 de locuitori, în creștere față de recensământul anterior din 2011, când fuseseră înregistrați 4.876 de locuitori. Majoritatea locuitorilor sunt români (85,51%), iar pentru 14,08% nu se cunoaște apartenența etnică. Din punct de vedere confesional, majoritatea locuitorilor sunt ortodocși (82,59%), cu o minoritate de romano-catolici (1,13%), iar pentru 14,97% nu se cunoaște apartenența confesională.

## Politică și administrație
Comuna Alexandru cel Bun este administrată de un primar și un consiliu local compus din 15 consilieri. Primarul, Cosmin Balan[*], de la Partidul Național Liberal, este în funcție din 1 noiembrie 2024. Începând cu alegerile locale din 2024, consiliul local are următoarea componență pe partide politice:
|  | Partid                          | Consilieri | Componența Consiliului | Componența Consiliului | Componența Consiliului | Componența Consiliului | Componența Consiliului |
|  | ------------------------------- | ---------- | ---------------------- | ---------------------- | ---------------------- | ---------------------- | ---------------------- |
|  | Partidul Național Liberal       | 5          |                        |                        |                        |                        |                        |
|  | Alianța pentru Unirea Românilor | 4          |                        |                        |                        |                        |                        |
|  | Partidul Social Democrat        | 4          |                        |                        |                        |                        |                        |
|  | Uniunea Salvați România         | 1          |                        |                        |                        |                        |                        |
|  | Partidul S.O.S. România         | 1          |                        |                        |                        |                        |                        |

## Istoric
La sfârșitul secolului al XIX-lea, pe teritoriul actual al comunei funcționau, în plasa Piatra-Muntele a județului Neamț, comunele Doamna și Vadurile. Comuna Vaduri era compusă din satele Tarcău, Oanțu, Vadurile, Agârcia, Găburești, Malicia, Nițeni, Podorăni, Prelunca și Secu, având în total 1281 de locuitori. În comună existau mori de apă, o piuă pentru făcut sumane, o biserică și o școală. Comuna Doamna avea în compunere satele Doamna, Cindia, Mănăstirea Bistrița, Sărata Văraticului și Viișoara, cu o populație totală de 1362 de locuitori. Existau și aici cinci mori de apă, o piuă pentru sumane și postavuri, o olărie, o fabrică de săpun, o școală, patru biserici și un paraclis.
Anuarul Socec din 1925 consemnează comunele în plasa Muntele a aceluiași județ. Comuna Doamna avea 1550 de locuitori în aceeași alcătuire a satelor, iar comuna Vadurile avea 1565 de locuitori în satele Agârciu, Oanțu, Vaduri și Vadurile. În 1931, zona a fost reorganizată, formându-se comuna Bistrița, cu satele Agârcia, Bistrița și Viișoara, comună suburbană a comunei urbane Piatra Neamț; în timp ce comuna Vaduri rămânea cu satele Oanțu, Vaduri și Vădurele.
În 1950, comunele Vaduri și Viișoara au devenit parte a orașului regional Piatra Neamț din cadrul regiunii Bacău. Comuna Vaduri a fost apoi desființată și inclusă în comuna Viișoara. În 1968, comuna Viișoara a revenit la județul Neamț, reînființat. În anul 2002 comuna a luat denumira de Alexandru cel Bun.

## Monumente istorice

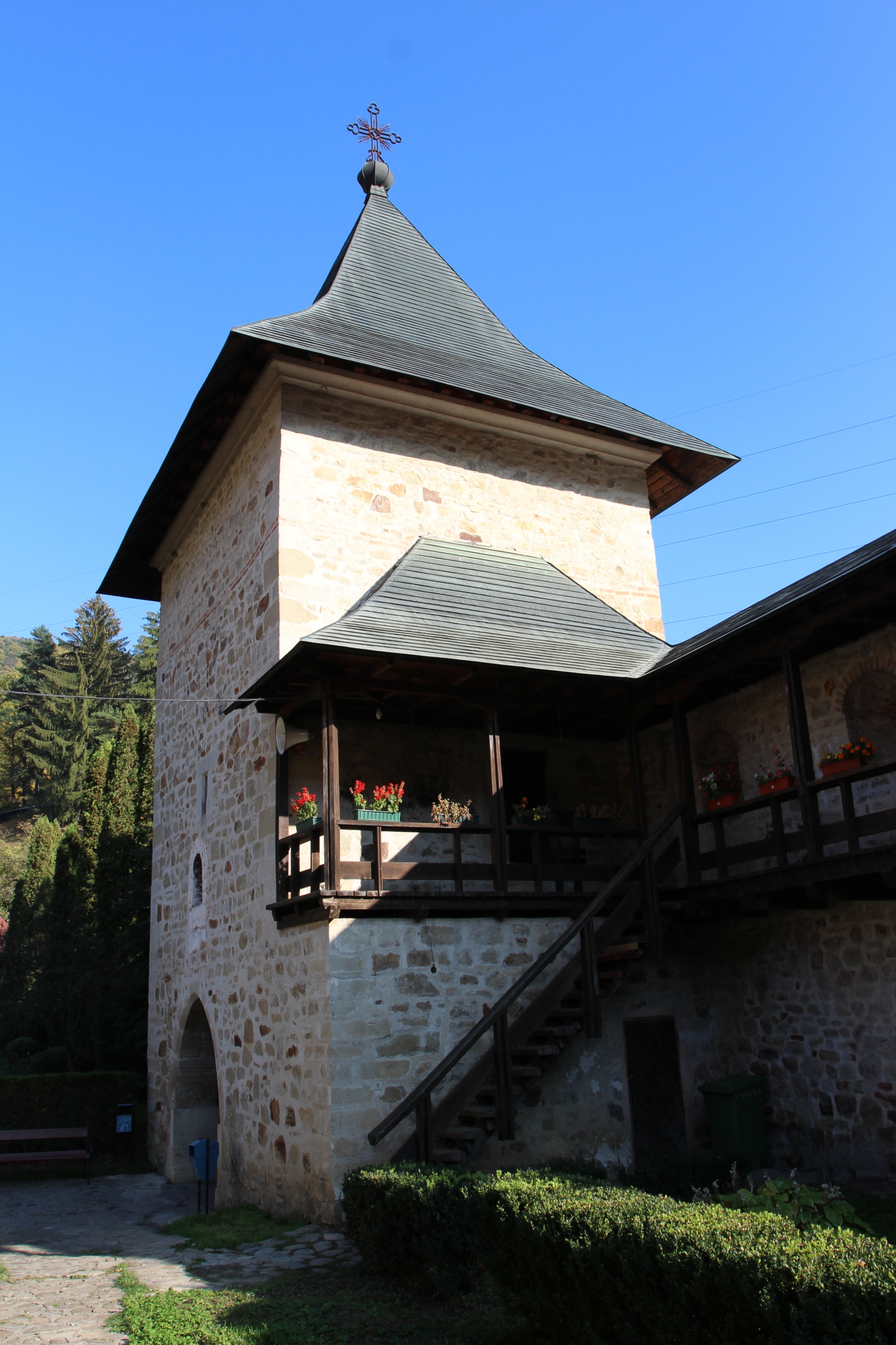
Turnul de intrare al mănăstirii Bistrița, monument de arhitectură de interes național din comuna Alexandru cel Bun

În comuna Alexandru cel Bun se află biserica „Buna Vestire” (1512) a fostei mănăstiri Bisericani din satul Bisericani, precum și mănăstirea Bistrița (secolele al XIV-lea–al XIX-lea) din satul Bistrița, ambele monumente istorice de arhitectură de interes național. Ansamblul mănăstirii Bistrița cuprinde biserica „Adormirea Maicii Domnului” (1554), turnul-clopotniță cu paraclisul „Sfântul Ioan cel Nou” (1498), turnul de intrare cu paraclisul „Sfântul Nicolae” (1546), casa Petru Rareș (secolul al XVI-lea), stăreția (secolul al XVIII-lea), ruinele caselor domnești (secolul al XV-lea) și zidul de incintă (secolul al XVIII-lea).
În rest, un singur alt obiectiv din comună este inclus în lista monumentelor istorice din județul Neamț ca monument de interes local: monumentul eroilor din Primul Război Mondial, construit în 1926, și aflat în satul Bistrița. El este clasificat ca monument funerar sau memorial.